# Улица Антония Католикоса
Улица Антония Католикоса (груз. ანტონ კათოლიკოსის ქუჩა) — улица в Тбилиси, в историческом районе Старый город, от улицы Гии Абесадзе до улицы Ираклия II.

## История
Современное название, с 1990 года, в честь грузинского святого, последнего, перед упразднением автокефалии Грузинской Церкви, Католикоса-Патриарха Восточной Грузии (1788—1811) Антония II (1762—1827).
Самое ранее из известных названий улицы (участок от нынешней площади Ираклия II до улицы Котэ Абхази) — Лилахана, по находившимся здесь мастерским художников. Указана на плане города 1785 года, составленном Александром Пищевичем.
Затем часть улицы от Площади Гудиашвили до улицы Коте Абхази носила название Акимовская, часть улицы между улицей Коте Абхази до улицы Ираклия II — Немецкая улица, так как с конца 1810-х годов здесь селились немецкие колонисты.
В советское время улица была переименована в честь грузинского революционера Иосифа (Сосо) Иванидзе (ум. 1905).

## Достопримечательности

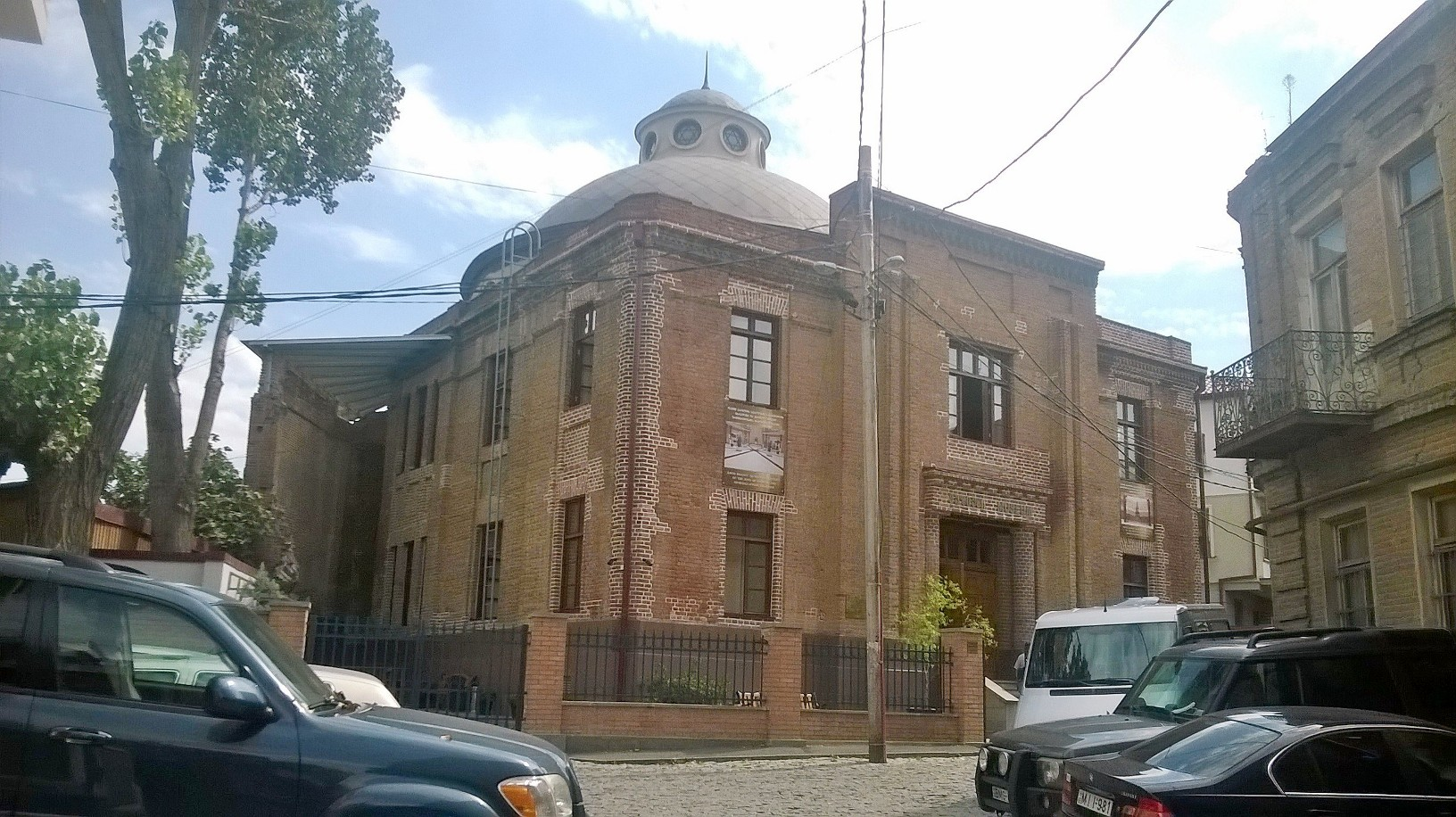
Музей истории и этнографии грузинских евреев

д. 3 — Музей истории и этнографии грузинских евреев